# Municipio de San Juan Huactzinco
El municipio de San Juan Huactzinco es uno de los 60 municipios que conforman el estado de Tlaxcala en los Estados Unidos Mexicanos. Su cabecera es la localidad de San Juan Huactzinco. El municipio fue de los últimos en fundarse en el estado de Tlaxcala a partir del año 1995. Es parte de la Zona Metropolitana de Puebla-Tlaxcala.

## Principal actividad económica
Los habitantes de San Juan Huactzinco tienen como oficio la panadería artesanal del conocido pan de feria, un oficio popular que se ha transmitido a lo largo del tiempo.